# Lower Grand Lagoon
Lower Grand Lagoon statisztikai település az USA Florida államában, Bay megyében. Lakosainak száma 4398 fő (2020. április 1.).

## Népesség
A település népességének változása:

| 2010 | 3 881 |
| 2020 | 4 398 |